# Le Cheylas
Le Cheylas este o comună în departamentul Isère din sud-estul Franței. În 2009 avea o populație de 2.667 de locuitori.

## Evoluția populației
| An        | 1975  | 1982  | 1990  | 1999  | 2006  | 2009  |
| --------- | ----- | ----- | ----- | ----- | ----- | ----- |
| Populație | 1.173 | 1.311 | 1.567 | 2.118 | 2.565 | 2.667 |